# André Téchiné
André Téchiné (Valence-d'Agen, 13 marzo 1943) è un regista e sceneggiatore francese.
Nei suoi film affronta vari temi legati alla moralità e allo sviluppo della società moderna, come l'omosessualità, il divorzio, l'adulterio, la rottura della famiglia, la prostituzione, la criminalità, la tossicodipendenza o l'AIDS.

## Biografia
Trascorre l'infanzia e l'adolescenza nel Sud-ovest della Francia, dove in seguito ambienterà alcuni dei suoi film. 
Dopo aver lavorato come critico cinematografico per il prestigioso mensile Cahiers du cinéma, debutta nel 1969 come regista con Paulina s'en va, con Bulle Ogier. In realtà, Techiné considera come suo esordio vero e proprio Souvenirs d'en France del 1975, un lungometraggio influenzato da Bertolt Brecht che gli vale gli elogi di Roland Barthes (il quale apparirà in Les Sœurs Brontë del 1979). Grazie all'appoggio di personalità come Jeanne Moreau, Gérard Depardieu, Isabelle Adjani, Isabelle Huppert, e più tardi Juliette Binoche e Daniel Auteuil, che hanno riconosciuto le sue doti di regista, si fa creatore di un cinema molto personale, violentemente anti-naturalista. A partire da l'Hôtel des Amériques del 1981 inizia la sua collaborazione artistica con Catherine Deneuve, che si consacra come una delle sue attrici-simbolo.
Una delle particolarità di Téchiné è di rappresentare le inquietudini dei giovani. Di qui anche la scelta degli interpreti cui affidare il ruolo di personaggi poco più che ventenni, ad esempio Emmanuelle Béart, Juliette Binoche, Manuel Blanc, Sandrine Bonnaire, Simon de La Brosse, Johan Libéreau, Benoît Magimel, Gaël Morel, Stéphane Rideau, Wadeck Stanczak, Gaspard Ulliel, Lambert Wilson e Malik Zidi.
Alternando grandi storie romantiche con racconti più intimisti, spesso in tono autobiografico, affronta argomenti come il rapporto genitori-figli, tra fratelli e tra fratello e sorella, l'omosessualità, la prostituzione, la delinquenza e il rapporto fra il sogno e la morte, cercando di aprire nuovi orizzonti negli spettatori. Il suo stile, ricco di sfumature e tecnicamente innovativo (vedi, ad esempio, l'uso molto personale delle due camere che girano simultaneamente) punta a esprimere dei sentimenti molto appassionati, spesso permeati dalla trasgressione.
Nel 1985 vince il premio per la migliore regia al Festival di Cannes con il film Rendez-vous, sceneggiato insieme a Olivier Assayas. Nel 1995 vince il Premio César per la migliore regia e per la migliore sceneggiatura con L'età acerba che ottiene anche il Premio Louis-Delluc. È stato membro della giuria al Festival di Cannes del 1999.

## Filmografia

### Regista e sceneggiatore
- Paulina s'en va (1969)
- Michel, l'enfant roi (1972)
- Souvenirs d'en France (1975)
- Barocco (1976)
- Les Sœurs Brontë (1979)
- Hôtel des Amériques (1981)
- La Matiouette, ou l'arrière-pays (1983)
- L'Atelier (1985)
- Rendez-vous (1985)
- Le Lieu du crime (1986)
- Les Innocents (1987)
- Niente baci sulla bocca (J'embrasse pas) (1991)
- Ma saison préférée (1993)
- L'età acerba (Les Roseaux sauvages) (1994)
- Tous les garçons et les filles de leur âge (serie televisiva, episodio "Le Chêne et le roseau", alla base del lungometraggio L'età acerba) (1994)
- Les Voleurs (1996)
- Alice e Martin (Alice et Martin) (1998)
- Lontano (Loin) (2001)
- Anime erranti (Les Égarés) (2003)
- I tempi che cambiano (Les Temps qui changent) (2004)
- I testimoni (Les Témoins) (2007)
- La Fille du RER (2008)
- Gli imperdonabili (Impardonnables) (2011)
- L'Homme qu'on aimait trop (2014)
- Quando hai 17 anni (Quand on a 17 ans) (2016)
- Nos années folles (2017)
- L'Adieu à la nuit (2019)
- Les Ames souers (2023)
- Les gens d'à côté (2024)

### Attore
- La Maman et la Putain, regia di Jean Eustache (1973)
- Les Ministères de l'art, regia di Philippe Garrel (1988)

## Riconoscimenti
- Festival di Cannes
  - 1979 – In competizione per la Palma d'oro con Les Sœurs Brontë
  - 1985 – Prix de la mise en scène per Rendez-vous
  - 1985 – In competizione per la Palma d'oro con Rendez-vous
  - 1986 – In competizione per la Palma d'oro con Le Lieu du crime
  - 1993 – In competizione per la Palma d'oro con Ma saison préférée
  - 1996 – In competizione per la Palma d'oro con Les Voleurs
  - 2003 – In competizione per la Palma d'oro con Anime erranti

- Premio César
  - 1977 – Candidatura a miglior film per Barocco
  - 1977 – Candidatura a miglior regista per Barocco
  - 1986 – Candidatura a miglior sceneggiatura per Rendez-vous
  - 1988 – Candidatura a miglior film per Les Innocents
  - 1988 – Candidatura a miglior regista per Les Innocents
  - 1992 – Candidatura a miglior regista per Niente baci sulla bocca
  - 1994 – Candidatura a miglior film per Ma saison préférée
  - 1994 – Candidatura a miglior regista per Ma saison préférée
  - 1994 – Candidatura a miglior sceneggiatura per Ma saison préférée
  - 1995 – Miglior film per L'età acerba
  - 1995 – Miglior regista per L'età acerba
  - 1995 – Miglior sceneggiatura per L'età acerba
  - 1997 – Candidatura a miglior film per Les Voleurs
  - 1997 – Candidatura a miglior regista per Les Voleurs
  - 2008 – Candidatura a miglior regista per I testimoni